# (614) Pia
(614) Pia es un asteroide perteneciente al cinturón de asteroides descubierto el 11 de octubre de 1906 por August Kopff desde el observatorio de Heidelberg-Königstuhl, Alemania.
Está posiblemente nombrado por el observatorio Pia de Trieste.